# Parque Nacional Salikata
O Parque Nacional Salikata é uma área protegida das Filipinas localizada nos municípios de Lumba-Bayabao e Lanao del Sur na Ilha de Mindanao. Situado no sopé densamente arborizado da cordilheira do Monte Ragang (também conhecida como cordilheira Piapayungan), o parque é um dos seis parques nacionais da província de Lanao del Sur declarados em 1965. A área é caracterizada por cascatas, desfiladeiros de rio, penhascos rochosos e densa copa que se estende ao longo do vale do rio Gata de Barangay Salaman a Mapantao, perto da fronteira provincial com Cotabato.